# Aleksandr Denisev
Aleksandr Denisev (n. 29 iulie 1991, Krasnoiarsk, RSFS Rusă, URSS) este un sănier ce a reprezentat Rusia, medaliat olimpic. A participat la o ediție a Jocurilor Olimpice (2014) în care a câștigat o medalie de argint.

## Participări
Lista de mai jos prezintă principalele competiții la care a participat Aleksandr Denisev de-a lungul carierei.
- Sanie la Jocurile Olimpice de iarnă din 2014 - Ștafetă pe echipe[*]